# Ngọc Khê, Vân Nam
Ngọc Khê (玉溪市) là một địa cấp thị tỉnh Vân Nam, Cộng hòa Nhân dân Trung Hoa. 

## Các đơn vị hành chính
Địa cấp thị Ngọc Khê quản lý các đơn vị cấp huyện sau:

### Các quận
- Hồng Tháp (红塔区)
- Giang Xuyên 江川

### Các thành phố cấp huyện
- Trừng Giang 澄江

### Các huyện
- Dịch Môn 易门
- Hoa Ninh 华宁
- Thông Hải 通海
- Huyện tự trị dân tộc Di Nga Sơn (峨山彝族自治县)
- Huyện tự trị dân tộc Di-Thái-Hà Nhì Nguyên Giang (元江哈尼族彝族傣族自治县)
- Huyện tự trị dân tộc Di-Thái Tân Bình (新平彝族傣族自治县)